# Лухан-Гришэм, Мишель
Мишель Линн Лухан-Гришэм (/ˈluːhɑːn ˈɡrɪʃəm/ англ. Michelle Lynn Lujan Grisham; род. 24 октября 1959, Лос-Аламос, Нью-Мексико) — американский юрист и политик, представляющий Демократическую партию. Действующий губернатор штата Нью-Мексико.

## Биография
Родилась 24 октября 1959 года в Лос-Аламосе, в 1977 году окончила среднюю школу Святого Михаила в Санта-Фе. В 1981 году получила степень бакалавра наук в университете Нью-Мексико, в 1987 году там же — степень доктора юриспруденции. Состояла в коллегии адвокатов Нью-Мексико.
В 1991 году губернатор Брюс Кинг назначил Лухан-Гришэм директором Агентства Нью-Мексико по делам пожилых граждан, и с тех она его возглавляла, со временем уже как Департамент по делам пожилых людей и социальных служб, пока в 2004 году новый губернатор Ричардсон не поручил ей руководство Департаментом здравоохранения Нью-Мексико. В 2007 году она ушла в отставку, решив выставить свою кандидатуру на выборах в Палату представителей США.
С 2013 года неизменно представляла в Палате представителей 1-й избирательный округ Нью-Мексико.
6 ноября 2018 года победила на губернаторских выборах республиканского кандидата Стива Пирса, оказавшись первым в истории США губернатором латиноамериканского происхождения, представляющим Демократическую партию. 1 января 2019 года она была приведена к присяге.
В сентябре 2019 года Лухан-Гришэм объявила о планах сделать государственные университеты в Нью-Мексико бесплатными для жителей штата.
8 ноября 2022 года была переизбрана на второй срок, победив на губернаторских выборах кандидата от республиканцев Марка Ронкетти с 52 % голосов.

## Семья
Мишель Лухан-Гришэм — внучка Юджина Лухана, первого латиноамериканца — члена Верховного суда Нью-Мексико, племянница бывшего члена Палаты представителей и министра внутренних дел США в администрации Джорджа Буша-старшего Мануэля Лухана и дальняя родственница действующего члена Палаты представителей США Бена Рэя Лухана. В 2004 году умер от разрыва аневризмы во время пробежки её муж, Грегори Алан Гришэм, брак с которым продолжался 22 года.